# Virginia Berresford
Virginia Berresford (1902,1904 o 1914-1995) fue una pintora, grabadora y galerista de arte estadounidense. Sus obras se exhiben en importantes galerías.

## Trayectoria
Virginia Berresford nació en 1902, 1904 o 1914 (las fuentes varían) en New Rochelle, Nueva York. Estudió en el Wellesley College en 1921 y en el Taches College de la Universidad de Columbia en 1923 con Charles Martin. Estudió en la Liga de estudiantes de arte de Nueva York, con George Bridgman. Estudió en París, con Amédée Ozenfant de 1925 a 1930.
En la década de los cincuenta, abrió una galería de arte en Edgartown, Martha's Vineyard.
Su obra forma parte de las colecciones permanentes del Museo Whitney de Arte Americano el Instituto de Artes de Detroit y el Museo de Arte de Dallas.

## Exposiciones
- Tercera Exposición Bienal de Pintura Estadounidense Contemporánea, 1936, Museo Whitney de Arte Estadounidense.[2]
- Segunda Exposición Bienal: Escultura, Dibujos y Grabados, 1936, Museo Whitney de Arte Americano.[2]
- Pinturas al óleo de artistas vivos, 1935, Museo de Brooklyn.[6]
- Primera Exposición Bienal de Escultura, Acuarelas y Grabados Estadounidenses Contemporáneos, 1933, Museo Whitney de Arte Estadounidense.[2]
- 46 pintores y escultores menores de 35 años, 1930, Museo de Arte Moderno, Nueva York.[7]